# Křesetice
Křesetice is een Tsjechische gemeente in de regio Midden-Bohemen, en maakt deel uit van het district Kutná Hora.
Křesetice telt 633 inwoners (2006).
Adamov ·
Bernardov ·
Bílé Podolí ·
Bludov ·
Bohdaneč ·
Brambory ·
Bratčice ·
Církvice ·
Čáslav ·
Čejkovice ·
Černíny ·
Červené Janovice ·
Čestín ·
Dobrovítov ·
Dolní Pohleď ·
Drobovice ·
Hlízov ·
Horka I ·
Horka II ·
Horky ·
Horušice ·
Hostovlice ·
Hraběšín ·
Chabeřice ·
Chlístovice ·
Chotusice ·
Kácov ·
Kluky ·
Kobylnice ·
Košice ·
Krchleby ·
Křesetice ·
Kutná Hora ·
Ledečko ·
Malešov ·
Miskovice ·
Močovice ·
Nepoměřice ·
Nové Dvory ·
Okřesaneč ·
Onomyšl ·
Opatovice I ·
Paběnice ·
Pertoltice ·
Petrovice I ·
Petrovice II ·
Podveky ·
Potěhy ·
Rašovice ·
Rataje nad Sázavou ·
Rohozec ·
Řendějov ·
Samopše ·
Semtěš ·
Schořov ·
Slavošov ·
Soběšín ·
Souňov ·
Staňkovice ·
Starkoč ·
Sudějov ·
Suchdol ·
Svatý Mikuláš ·
Šebestěnice ·
Štipoklasy ·
Třebešice ·
Třebětín ·
Třebonín ·
Tupadly ·
Uhlířské Janovice ·
Úmonín ·
Úžice ·
Vavřinec ·
Vidice ·
Vinaře ·
Vlačice ·
Vlastějovice ·
Vlkaneč ·
Vodranty ·
Vrdy ·
Záboří nad Labem ·
Zbizuby ·
Zbraslavice ·
Zbýšov ·
Zruč nad Sázavou ·
Žáky ·
Žehušice ·
Žleby